# PPK (Musikprojekt)
PPK (russisch ППК) war ein russisches Trance-Projekt aus Rostow am Don, bestehend aus Sergei Pimenow und Alexander Poljakow. Der Name PPK ist ein Akronym aus den Namen der Gründungsmitglieder. K steht dabei für das kurzzeitige Mitglied Roman Korschow, auch bekannt als DJ Kordj.

## Karriere
Das Musikduo gab sein Debüt am 21. Februar 1998 mit einem Liveauftritt bei einem lokalen Festival, gefolgt von einem weiteren Liveauftritt beim KaZantip-Festival 1998 in der Ukraine. Im Dezember desselben Jahres erschien ihr Debütalbum Feel Insomnia. Im Jahr 2000 veröffentlichte das Duo den Song I Have a Dream, der Samples aus Martin Luther Kings historischer Rede enthält.
Internationale Bekanntheit erlangte das Duo mit der Single ResuRection, die etwa ein Jahr lang als freier Download auf MP3.com erhältlich war. Der Song war äußerst populär und brachte dem Duo schließlich ein Plattenvertrag bei Paul Oakenfolds Musiklabel Perfecto ein. Die Melodie des Songs basiert auf der Melodie des sowjetischen Films Sibiriade von Eduard Nikolajewitsch Artemjew aus dem Jahr 1979. Manche Remixe enthalten auch Sprach-Samples des sowjetischen Kosmonauten Juri Alexejewitsch Gagarin. ResuRection war 15 Wochen in den britischen Singlecharts vertreten und erreichte dort im Dezember 2001 Platz 3.
Das Musikprojekt löste sich 2004 auf, jedoch veröffentlichte Pimenow 2005 einen Remix der Single Ljudi Inwalidy von der Gruppe t.A.T.u. unter dem Namen PPK.
Im Sommer 2010 wurde ein Comeback der Gruppe angekündigt, diesmal wieder mit der Originalbesetzung inklusive Korschow.

## Diskografie

### Alben
- 1998: Feel Insomnia
- 2002: Russian Trance: Formation

### Singles
- 1999: 21 Century
- 2000: I Have a Dream
- 2001: Hey DJ!
- 2001: ResuRection
- 2002: Reload
- 2002: Reload / Russian Trance

### Remixe
- 2002: Tillmann Uhrmacher – On the Run